# لجأة المستنقعات
لُجأة المستنقعات أو لجأة الأبواغ هي إحدى أنواع السلاحف التي تستوطن أمريكا الشمالية. وهي أصغر السلاحف في أمريكا الشمالية حجمًا حيث يبلغ طولها 10 سنتمرات إذا اكتمل نموّها. على الرغم أن لجآت المستنقعات تشبه اللجآت المرقطة واللجآت المطلية؛ إلا أنّها أقرب إلى لجآت الغياض - الكبيرة نسبيًا -. يمكن العثور على لجآت المستنقعات من ولاية فيرمونت في الشمال إلى ولاية جورجيا في الجنوب، وغربا إلى ولاية أوهايو. تقتات لجآت المستنقعات بشكل رئيسي على اللافقاريات الصغيرة.
يصل معدل وزن لجآت المستنقعات البالغة إلى 110 غرامات (3.9 أونصات)، وهي كائنات بنية الجلد والترس، وهذا أكثر أنماطها شيوعًا، ولها بقعة برتقالية مميزة على كل جهة من عنقها. تُعد لجآت المستنقعات حيوانات مهددة بالانقراض على المستوى الوطني، وهي تحظى بحماية كاملة وفق ما نص عليه قانون حماية الأنواع المهددة الأمريكي. أدّى توسّع نطاق النباتات غير البلدية الغازية، بالإضافة لمشاريع التنمية، أدّى إلى تقليص حجم موطن هذه اللجآت، الأمر الذي كان له أثر كبير في تراجع أعدادها. من أبرز المخاطر الأخرى التي تهدد لجآت المستنقعات، تجارة الحيوانات الأليفة، حيث أدّى ارتفاع الطلب عليها بسبب حجمها الصغير وخصائصها الفريدة، إلى نشوء تجارة نشطة بالأفراد الحية منها ضمن نطاق السوق السوداء. بذلت عدّة جمعيات حفاظ على الحياة البرية، وما زالت، الكثير من الجهود للحفاظ على جمهرة هذه اللجآت ورفع أعدادها المتراجعة عبر برامج إكثار خاصة هادفة إلى إعادة توطينها في موائلها الطبيعية، ومن أبرز هذه الجمعيات والمؤسسات، حديقة حيوانات البرونكس، التي حققت نجاحًا باهرًا منذ عام 1973، في تزويج وإكثار لجآت المستنقعات وإعادة إدخالها إلى البرية.
للجآت المستنقعات معدل إنجاب شديد الانخفاض؛ فالإناث تضع حضنة واحدة فقط من البيض سنويًا، تحتوي على 3 بيضات في العادة. تنمو الصغار بسرعة مذهلة، وتبلغ مرحلة النضج الجنسي خلال الفترة الممتدة بين عامها الرابع والعاشر. يتراوح أمد حياة لجآت المستنقعات في البرية بين 20 و30 عامًا.

## التصنيف
اكتُشف هذا النوع من السلاحف خلال القرن الثامن عشر بواسطة رجل دين وعالم نبات هاوٍ، يُدعى «گوتثليف هنريش إرنست مولنبيرغ»، عندما كان يُجري مسحًا لأراضي مقاطعة لانكاستر بولاية پنسلڤانيا، لتحديد عدد الأنواع النباتية البلدية فيها، ومن الجدير بالذكر أن هذا الرجل كان قد اكتشف وسمّى 150 نوعًا جديدًا من النباتات الأمريكية الشمالية. وفي عام 1801، أطلق العالم الألماني «يوهان دايڤيد شوپف» على هذا النوع الجديد من الزواحف تسمية Testudo muhlenbergii، بمعنى «سلحفاة مولنبيرغ».
أعاد عالم البيئة الأمريكي ريتشارد هارلن تسمية هذه الحيوانات «حمسة مولنبيرغ» (Emys muhlenbergii) في عام 1829، وأعاد العالم السويسري لويس أغاسي تسميتها مرة أخرى سنة 1857، فأطلق عليها الاسم العلمي Calemys muhlenbergii، قبل أن يقوم المعجمي الإنگليزي هنري واطسون فاولر بتغيير الاسم مرة أخرى ليُصبح Clemmys muhlenbergii في عام 1906. من الأسماء العلمية المرادفة المستخدمة حاليًا في وصف هذه الكائنات: Emys biguttata، الذي استخدمه عالم البيئة الأمريكي طوماس ساي في عام 1824، استنادًا إلى عينة أمسك بها على تخوم ولاية فيلادلفيا؛ وClemmys nuchalis بالاستناد إلى عينة أخرى عُثر عليها بالقرب من بلدة لينڤيل في ولاية كارولينا الشمالية، عام 1917. من الأسماء الشائعة التي يستخدمها العلماء والعامّة على حد سواء، لوصف هذه اللجآت في الوقت الحالي: لجأة الوحل، لجأة السبخات، اللجأة صفراء الرأس أو مجرد «صفراء الرأس»، و«الخاطفة».
نُقلت لجآت المستنقعات، بالإضافة للجآت الغياض (Glyptemys insculpta)، إلى جنس اللجآت المنقشة (باللاتينية: Glyptemys) عام 2001، وقد كانت قبل ذلك تُصنّف في جنس الحمسات المبرقشة (باللاتينية: Clemmys)، الذي يضم أيضًا اللجآت المرقطة (C. guttata) ولجآت البرك الغربيّة (C. marmorata). غير أن الدراسات الحديثة المتعلقة بتحليل تسلسل النوكليوتيدات والحمض النووي الريباسي، أظهرت أن لجآت المستنقعات ولجآت الغياض قريبة من بعضها من الناحية الوراثية فعليًا، غير أنها لا ترتبط باللجآت المرقطة، وبالتالي كان من الأسلم فصل هذين النوعين في جنس خاص بهما.

## وصف النوع

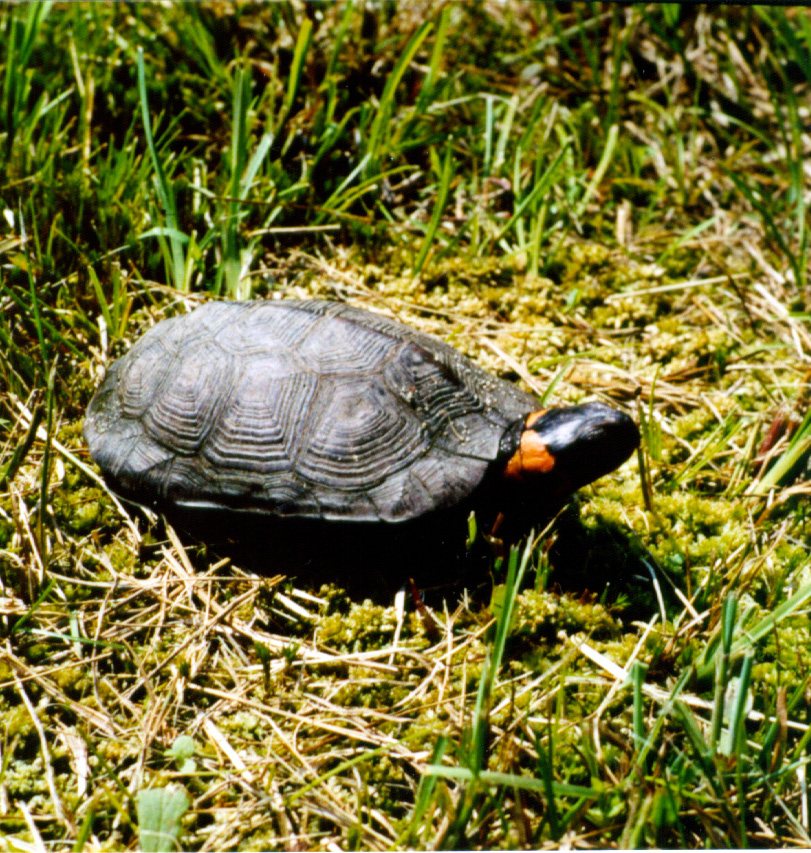
لجأة مستنقعات بالغة. لاحظ البقع الملونة على عنقها.

لجأة المستنقعات هي أصغر أنواع السلاحف في أمريكا الشمالية. يبلغ وزن لجآت المستنقعات حوالي 110 غرامات (3.9 أونصات) عند اكتمال نموها، وليس لهذه اللجآت خطم بارز. يتدرج لون الرأس عندها من البني الداكن إلى الأسود؛ وتمتلك بقع ملونة على جوانب عنقها، يتراوح لونها بين الأصفر والبرتقالي والأحمر، وغالبًا ما تكون تلك البقع متشعبة، وتواجه الأجزاء الخلفية من الجسد. للجآت المستنقعات جلد داكن اللون، والقسم الداخلي من قوائم بعض الأفراد يتميز بطبقة رقيقة من طلاء أحمر ضارب للبرتقالي. يتخذ ذبل هذه الزواحف شكلاً مقببًا مستطيلاً، ويميل لأن يكون أضيق ناحية الرأس وأوسع ناحية الذيل، ويمكن تمييزه بسهولة عن ذبل اللجآت والسلاحف الأخرى عبر الحلقات المميزة الظاهرة على الحراشف والترس، الذي يمكن أن تظهر عليه خطوط متشعبة أيضًا. يكون الترس ناعمًا عند بعض الأفراد الطاعنة في السن، وهو أسود اللون عادةً، إلا أنه يمكن العثور على بضعة أفراد ذات لون كستنائي على الذبل، أما الصدرة، وهي أسفل الترس، فيتراوح لونها من البني القاتم إلى الأسود، ولها علامات باهتة.

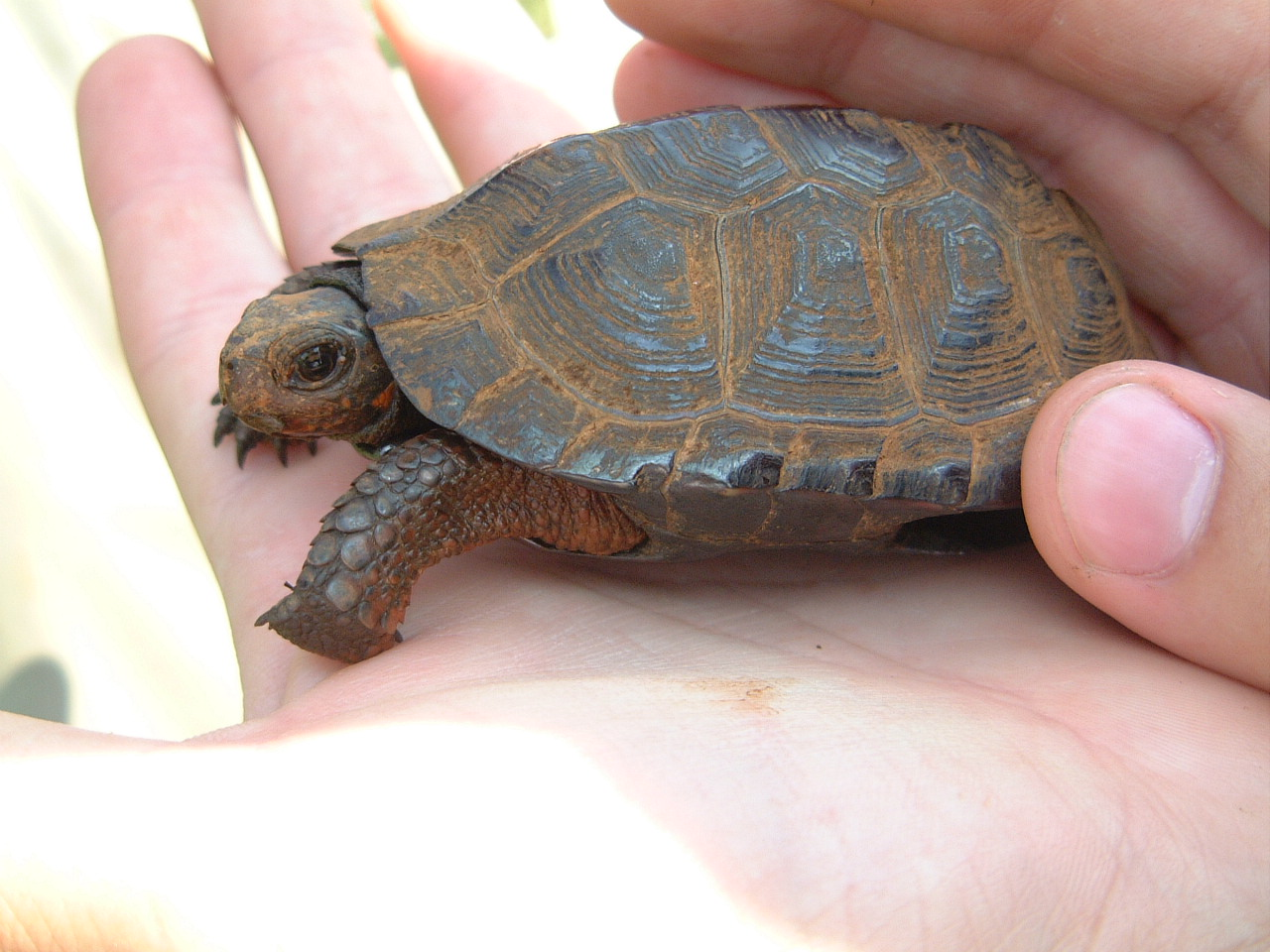
لجأة مستنقعات مغطاة بالوحل، الأمر الذي يجعل من ترسها ناعمًا.

يتشابه الشكل الخارجي للجأة المرقطة واللجأة المطليّة مع ذاك الخاص بلجأة المستنقعات بشكل كبير، إلا أنه لا يزال بالإمكان تمييز لجأة المستنقعات عنها وعن أي نوع آخر من اللجآت والحمسات عن طريق البقع المميزة على عنقها، كذلك فإن الأخيرة عديمة التزوّق على القسم العلوي من ترسها، على العكس من اللجأة المرقطة.
يصل طول ذكور لجآت المستنقعات البالغة إلى 9.4 سنتيمترات (3.7 إنشات)، بينما يصل معدل طول الأنثى البالغة إلى 8.9 سنتيمترات (3.5 إنشات). يقول الخبراء أن سبب تفوّق الذكور في حجمها على الإناث هو على الأرجح لتسهيل تعرفها على الجنس الآخر خلال موسم التزاوج عندما تبحث عن أليف لها. تمتلك الإناث ترسًا أعلى وأعرض من ترس الذكور، إلا أن رأس الأخيرة يكون أضخم وأكثر تربيعًا من رأس أي أنثى من نفس الفئة العمرية، كما أن صدرة الذكور أكثر تقعرًا، بينما صدرة الإناث مسطحة. تمتلك ذكور هذه اللجآت ذيولاً أطول وأثخن من ذيول الإناث، وتقع بالوعتها، وهي الفرج، بالقرب من آخر الذيل، بينما تقع داخل الصدرة عند الإناث. يؤدي تضافر جميع هذه الخصائص بالإضافة لحجم هذه المخلوقات الصغير، إلى جعل تحديد جنس اللجآت حديثة الفقس أو اليافعة أمرٌ في غاية الصعوبة.

## الموطن
تقتصر لجآت المستنقعات في وجودها على شرقي الولايات المتحدة، وهي تعيش في مستعمرات غالبًا ما تضم أقل من 20 فردًا، وتُفضل سكن أراضي السبخات الجيريّة، بما فيها المروج والأهوار والأبواغ ونزوز الينابيع، حيث يمكن العثور على بقع جافّة دومًا إلى جانب البقع المائية. أكثر الموائل الطبيعية شيوعًا التي تستخدمها هذه الكائنات هي أطراف الأحراج، وقد تمت رؤية بعض الأفراد منها في أحيان قليلة في مراعي البقر والبرك الاصطناعية التي تنشئها القنادس.
تُفضل هذه اللجآت المستنقعات متجددة المياه ذات النسبة المنخفضة من الحموضة، إذ أن التشبّع المستمر بالمياه لهذه الأماكن يؤدي إلى نضوب الأكسجين، الأمر الذي ينجم عنه تولّد ظروف لاهوائية في المستنقع من شأنها أن تؤدي إلى نفوق الكثير من الحيوانات. تلجأ لجآت المستنقعات إلى الوحل الطريء العميق لتحمي نفسها من الضواري والعوامل المناخية القاسية، وهي تسبت شتاءً في نزوز الينابيع والحفر المائية الصغيرة. يختلف حجم حوز هذه الحيوانات باختلاف جنسها، حيت تتراوح مساحة حوز الذكور بين 0.17 و1.33 هكتارًا (ما بين 0.42 و3.3 فدّانات)، والإناث بين 0.065 و1.26 هكتارًا (ما بين 0.16 و3.1 فدّان). غير أن الأبحاث أظهرت أن كثافة اللجآت يمكنها أن تتراوح بين 5 إلى 125 لجأة في كل 0.81 هكتار (2.0 فدّان). يُلاحظ أن موطن لجأة المستنقعات يتداخل بشكل كبير مع ذاك الخاص بقريبتها، لجأة الغياض.
يمكن العثور على عدّة أنواع من النباتات في الموئل الطبيعي لهذه اللجآت، من شاكلة: الأسليات، السعادي المكتلة، التيفا، الأعشاب البلسمية، الاسفنغون، وعدّة أنواع من النجيليات البلدية، بالإضافة لبعض أنواع الشجيرات والأشجار، مثل الصفصاف، والقيقب الأحمر، والنغت أو جار الماء. ومن الضروري أن تكون ظلّة هذا الموئل ظلّةً مكشوفة بعض الشيء، إذ أن لجآت المستنقعات تمضي وقتًا طويلاً من النهار وهي تتشمس، في سبيل زيادة معدل أيضها عبر رفع درجة حرارة جسدها، مثلها في ذلك مثل باقي أنواع الزواحف، ولو كانت الظلّة كثيفة لما وصل أرض الحرج أو المستنقع ما يكفي من أشعة وحرارة الشمس. تفضّل هذه اللجآت سكن الموائل الطبيعية حديثة الانتعاش، أي تلك التي قامت لتوّها من بين الأنقاض بعد أن حلّت بها كارثة طبيعية، كالحريق مثلاً، إذ أن تلك الموائل تسمح بوصول ما يكفيها ويزيد عن حاجتها من أشعة الشمس، على العكس من الموائل قديمة الانتعاش ذات الأشجار والنباتات الكثيفة. يُلاحظ أن عدد اللجآت في المستنقعات القريبة من الموائل البشرية قليل جدًا أو معدوم حتى، وذلك يعود إلى تسرّب بعض المواد المغذية من تلك المستعمرات إلى المستنقعات، الأمر الذي يؤدي إلى نمو عدّة نباتات بشكل سريع وإعاقة وصول أشعة الشمس التي تحتاجها الزواحف إلى الأرض، فتهجرها بحثًا عن موئل أفضل، أو تنفق.

### الجمهرات الشمالية والجنوبية

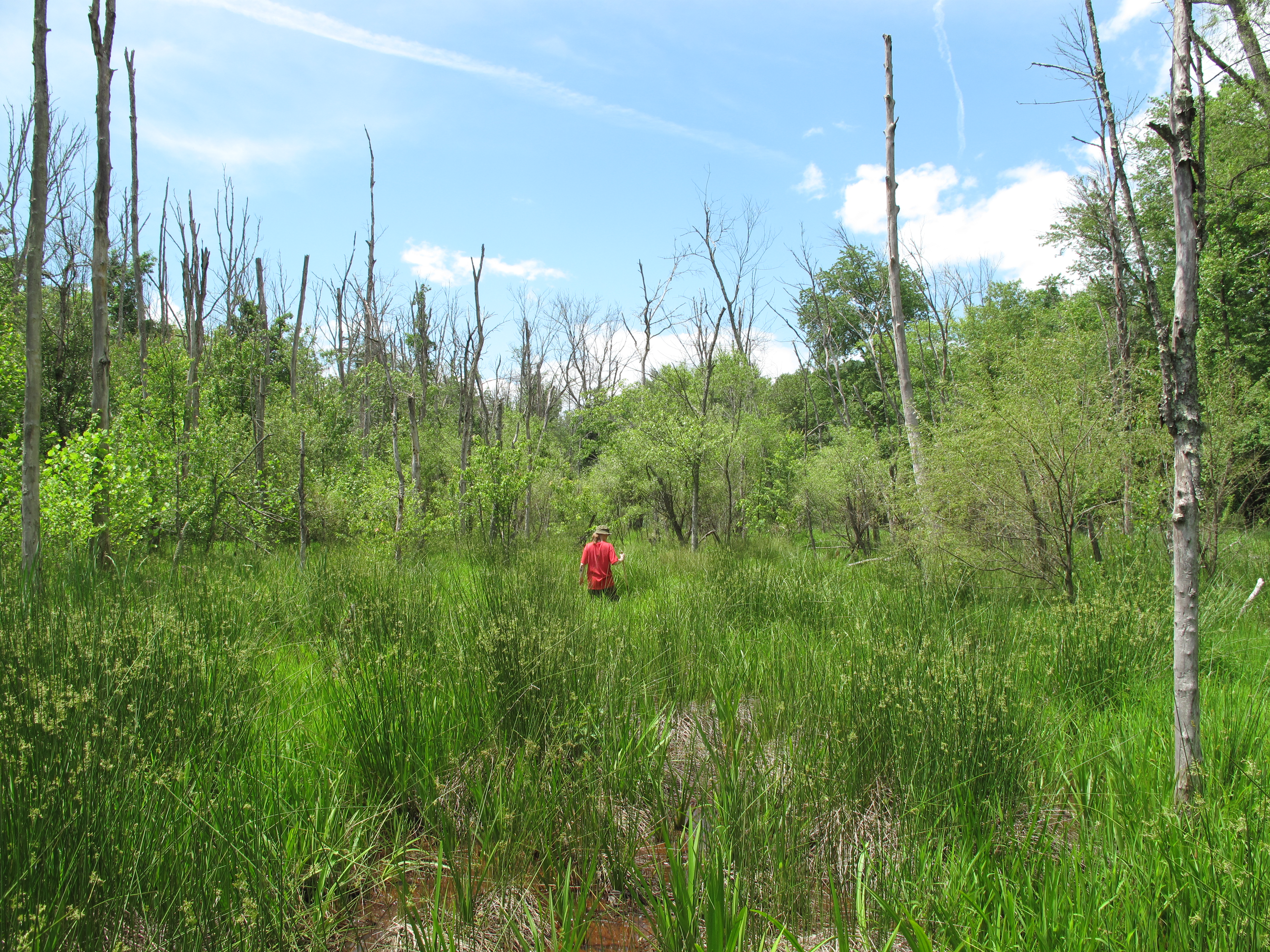
موئل طبيعي للجآت المستنقعات في موطن الجمهرة الجنوبية منها، وبالتحديد في غرب كارولينا الشمالية.

تفصل فجوة طولها 400 كيلومتر (250 ميلاً) تمتد عبر معظم ولاية ڤرجينيا، بين الجمهرات الشمالية والجمهرات الجنوبية من لجآت المستنقعات، ويُقصد بهذه الفجوة، تلك المنطقة الممتدة بين موطن الجمهرتين ولا تأوي أي لجأة من تلك اللجآت، كما يُلاحظ أن مستعمرات اللجآت مبعثرة بشكل كبير داخل هاتين المنطقتين حيث توجد.
تعتبر الجمهرة الشمالية أكبر الجمهرتين، وأقصى انتشار لها شمالاً يصل إلى ولايتيّ ماساتشوستس وكونيتيكت، أما أقصى انتشار جنوبي لها فيصل إلى ولاية ماريلاند. يقول العلماء أن عدد الموائل الطبيعية التي ما زالت ملائمة لعيش هذه اللجآت وتفريخها تصل لأقل من 200 موقع، وما زالت تتناقص.
أما الجمهرة الجنوبية فأقل عددًا بكثير من الشمالية، حيث عُثر على 96 مستعمرة لها فقط حتى الآن، وهي تعيش في ولايات كارولينا الشمالية، وكارولينا الجنوبية، وجورجيا، وڤرجينيا، وتينيسي. شهدت هذه المنطقة بالذات تجفيف حوالي 90% من الأراضي الرطبة الجبلية لغرض إقامة مستوطنات بشرية ومزارع، الأمر الذي كان له أثر مروّع على الحياة البرية الفطرية المقيمة، يتجلّى بكون لجآت هذه الجمهرة أكثر تبعثرًا من لجآت الجمهرة الشمالية، وبسكنها موائل أكثر علوًا، يصل ارتفاعها حتى 1,373 مترًا (4,505 أقدام).

### التاريخ التطوري
لم يعثر العلماء سوى على عينتين فقط من أحافير لجآت المستنقعات، اكتُشفت الأولى منها على يد عالم الزواحف والأحياء القديمة، جـ. ألان هولمان، الذي عثر على بعض البقايا المتحجرة في كهف كمبرلاند بالقرب من بلدة كوريگانڤيل في ولاية ماريلاند، وقد قُدّر عمرها بما بين 1.8 ملايين إلى 300,000 سنة. أما العينة الثانية فعُثر عليها في سنة 1998 في مقلع الاسمنت الكبير بالقرب من بلدة هارليڤيل في كارولينا الجنوبية، وهي عبارة عن أجزاء متحجرة من ترس، وقدّر العلماء عمرها بما بين 300,000 و11,000 سنة.
تتكون النواة الخلوية للجأة المستنقعات من 50 صبغيّة، وقد أظهرت دراسات الحمض النووي للمتقدرات مستويات منخفضة من التنوع المورثي بين المستعمرات المختلفة لهذه الحيوانات، وهذا يُعتبر أمرًا فريدًا غير اعتيادي في نوع مثل لجأة المستنقعات التي تعيش في موطن متجزأ وفي مستعمرات مبعثرة قليلة الأفراد، فإن هذا من شأنه أن يعيق عملية انسياب المورثات أو يحد منها، الأمر الذي يؤدي إلى ظهور اختلافات ولو طفيفة بين الجمهرات المختلفة المعزولة عن بعضها. تفيد المعطيات أن لجآت المستنقعات عانت من تراجع حاد في أعدادها خلال العصر الجليدي الأخير، حيث دُفعت جنوبًا أكثر فأكثر مع تقدم الطبقات الجليدية، وبعد نهاية العصر الجليدي، عادت الجمهرات لتنتشر شمالاً، في المناطق التي تحتلها الآن، ويقول العلماء أن هذا السبب، أي انتشار مجموعة محدودة أصلاً من اللجآت باتجاه الشمال، قد يكون وراء قلّة تنوعها المورثي. تعتبر كلاً من الجمهرة الشمالية والجمهر الجنوبية معزولة جينيًا عن بعضها في الوقت الحالي، ويُحتمل أن يُعزى سبب عزلها هذا إلى إنشاء المزارع وتدمير الموائل الطبيعية في وادي شيناندواه بڤرجينيا خلال الحرب الأهلية الأمريكية.

## الخواص الأحيائية والسلوك

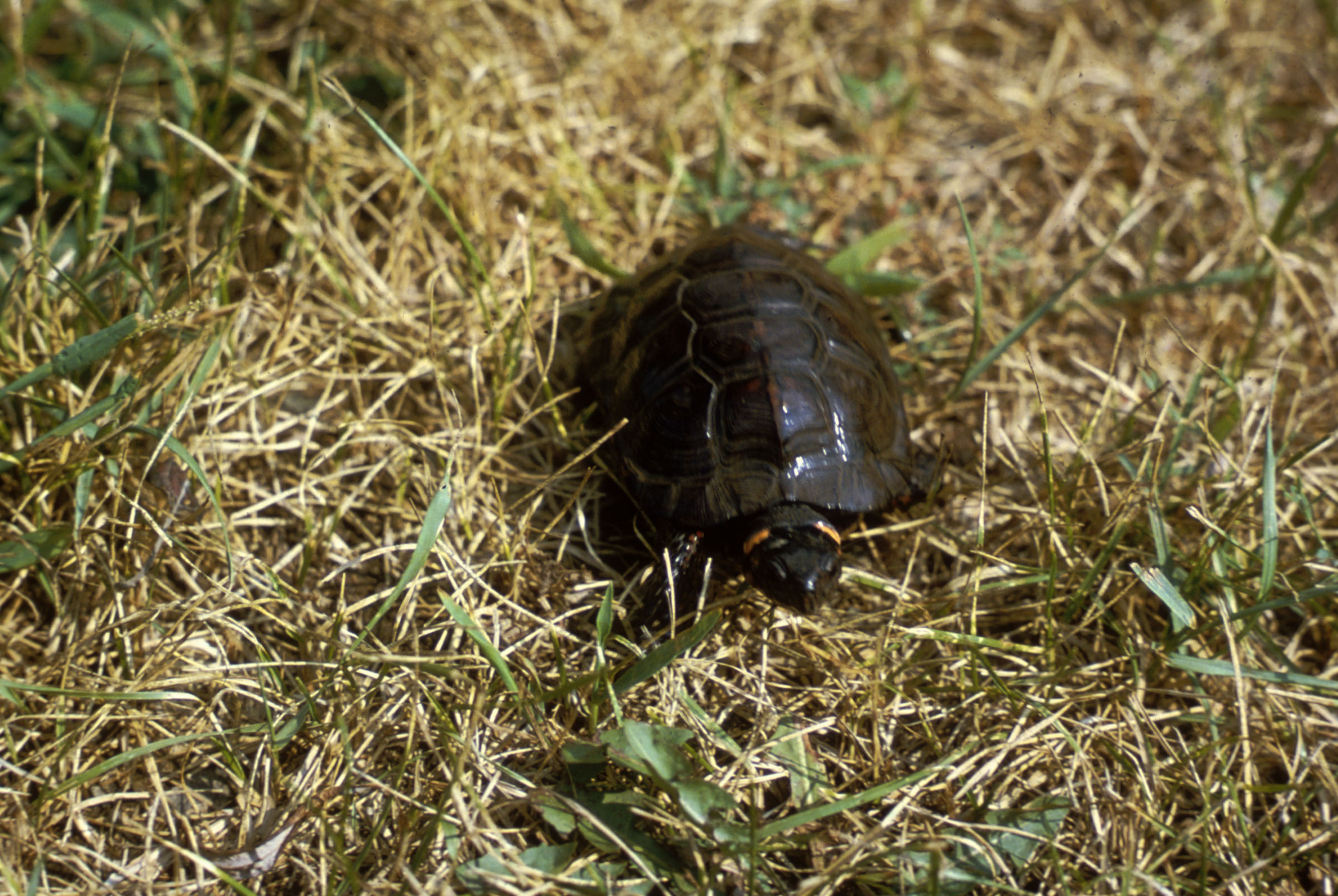
لجأة مستنقعات صغيرة تدبّ بين الخمائل.

لجآت المستنقعات حيوانات نهارية بشكل رئيسي، أي أنها تنشط خلال النهار وتنام أثناء الليل، وهي تمضي قسطًا وفيرًا من أوائل النهار وهي تتشمس، حتى إذا ارتفعت درجة حرارة جسدها، بدأت بالسعي بحثًا عن طعامها. تُعد هذه الحيوانات من الأنواع الانعزالية، فلا يمكن رؤيتها في موئلها الطبيعي إلا نادرًا. تمضي لجآت المستنقعات الأيام الأبرد من السنة مختبأة بين الخمائل أو غاطسة تحت الماء، أو مدفونة بالطين، وهذا السلوك يدل على مقدرة هذه اللجآت بالعيش طويلاً بلا أكسجين. أما خلال الأيام الدافئة والحارّة، فتمضيها اللجآت بالبحث عن الطعام، والتزاوج (خلال أوائل الربيع)، والتشمّس، وبحال كانت أشعة الشمس شديدة الحدّة، فإن اللجآت تحتمي منها تحت النباتات الكثيفة، أما إذا بلغت درجات الحرارة حدًا نادر الارتفاع، فإن اللجآت قد تلجأ إلى البيات الصيفي، أو تقطن الجحور، وفي بعض الأحيان تحتل شبكات من الإنفاق المملوئة بالماء. تُقدم لجآت المستنقعات على دفن أنفسها في الأرض خلال الليل.
تمضي اللجآت الفترة الممتدة من أواخر سبتمبر إلى مارس أو أبريل بالسبات وحدها أو في مجاميع صغيرة، داخل نزوز الينابيع، ويمكن لمجموعة واحدة منها أن تحوي 12 لجأة، وفي بعض الأحيان أنواعًا أخرى من اللجآت والحمسات. تنتقي لجآت المستنقعات موقع سباتها الشتوي بعناية فائقة، فهو ينبغي أن يكون مكانًا ذو تربة متماسكة، كموضع كثيف الجذور، وذلك لحماية أنفسها من الضواري الحافرة طيلة تلك الفترة التي تكون فيها عاجزة كليًا، إلا أنه يمكن أن تسبت في مواقع أخرى أيضًا من شاكلة ساق الشجر، وجحور الحيوانات الأخرى، أو بعض الأفاحيص في الوحل. تستفيق لجآت المستنقعات من سباتها عندما ترتفع درجة حرارة الهواء لتتراوح بين 16 و31 °مئوية (ما بين 61 و88 °فهرنهايت).
ذكور لجآت المستنقعات حيوانات مناطقيّة تهاجم أي ذكر آخر بحال اقترب منها أكثر من 15 سنتيمترًا (5.9 إنشات). يقوم الذكر العدائي بالزحف نحو غريمه وقد مدّ عنقه نحو الأمام، وفيما يقترب منه، يُميل إليه ذبله عبر إدخاله رأسه ورفع قوائمه الخلفية، وبحال لم يتراجع الذكر الدخيل، فقد يصطدم معه الذكر المقيم ويتدافعان لبضعة دقائق يتخللها بعض العض، وعادةً ما يفوز الذكر الأضخم حجمًا والأكبر سنًا. تعتبر الإناث عدائية عندما تتهدد كذلك الأمر، فهي تدافع عن المنطقة المحيطة بعشها على نطاق قطر يصل إلى 1.2 متر (3.9 أقدام)، ضد الإناث الأخرى الدخيلة، أما الصغار العابرة فلا تعيرها أي اهتمام، وبحال مرور ذكر في منطقتها فهي غالبًا ما تهجرها وتسلمها إليه، عدا في موسم التزاوج.
لجآت المستنقعات حيوانات قارتة، آكلة كل شيء، فهي تقتات على النباتات المائية (من شاكلة عدسيات الماء)، البذور، التوت، ديدان الأرض، الحلازين، البزّاق، الحشرات وغيرها من اللافقاريات، الضفادع، والفقاريات الصغيرة، وفي أحيان قليلة تقتات على الجيفة. تعتبر اللافقاريات، وأبرزها الحشرات، أكثر أطعمة لجآت المستنقعات استهلاكًا، وفي الأسر تقتات هذه الحيوانات على أنواع مختلفة من الفاكهة والخضار، بالإضافة لمصادر لحومية مختلفة، مثل الأكباد، قلب الدجاج، وأطعمة الكلاب المعلبة. تقتات لجآت المستنقعات خلال النهار فقط، لكنها نادرًا ما تفعل ذلك خلال الساعات الأكثر حرًا، سواء كان ذلك على البر أو في المياه.

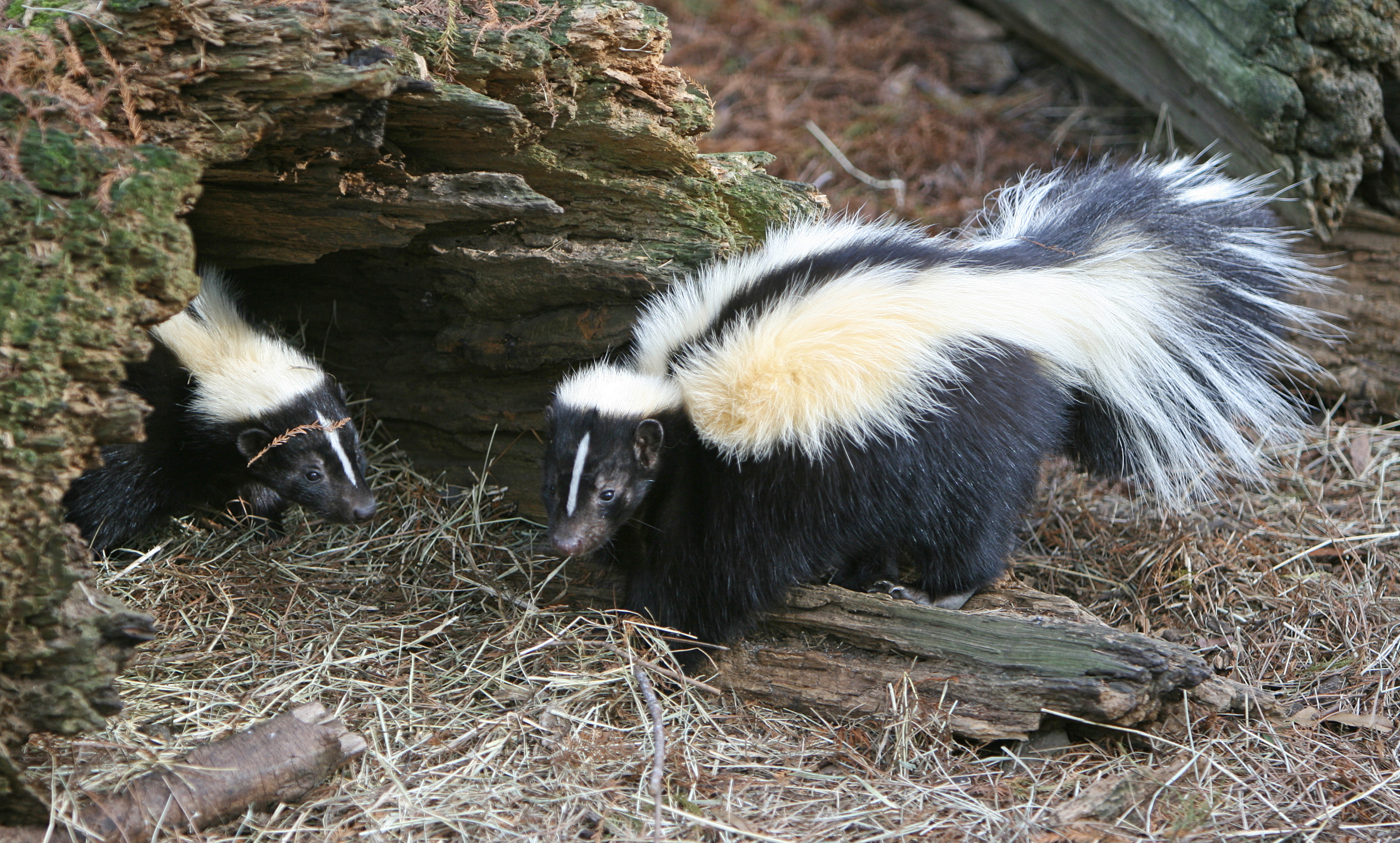
ظربانان مخططان، أحد أبرز مفترسات لجآت المستنقعات.

تُشكّل لجآت المستنقعات مصدر غذاء لطائفة متنوعة من الحيوانات بما فيها: اللجآت النهّاشة، وأنواع عديدة من الأفاعي، مثل الأفعى المياه الشمالية وأفعى الغرطر المألوفة، جرذان المسك، الظرابين المخططة، الثعالب، الكلاب، والراكونات. بالإضافة إلى هذه الأنواع، تتطفل بضعة أنواع من العلق والذباب مصاص الدم على بعض اللجآت، مما يتسبب لها بضعف شديد وفقدان للدماء. تلجأ لجآت المستنقعات إلى دفن نفسها بالوحل الطريء عندما يتهددها خطر ما، إذ أن ترسها لا يؤمن لها أي حماية من الضواري، وهي نادرًا ما تدافع عن حوزها أو تعضّ مهاجمها.
تُعاني لجآت المستنقعات من بضعة التهابات بكتيريّة بين الحين والآخر، بعضها، مثل جنس الغازية والزائفة، يُسبب لها التهابات رئوية، كذلك عُثر في رئات لجأتين نافقتين من الجمهرة الجنوبية، اكتشفتا في عاميّ 1982 و1995 على التوالي، على مجاميع بكتيرية قاتلة.

### الحركة

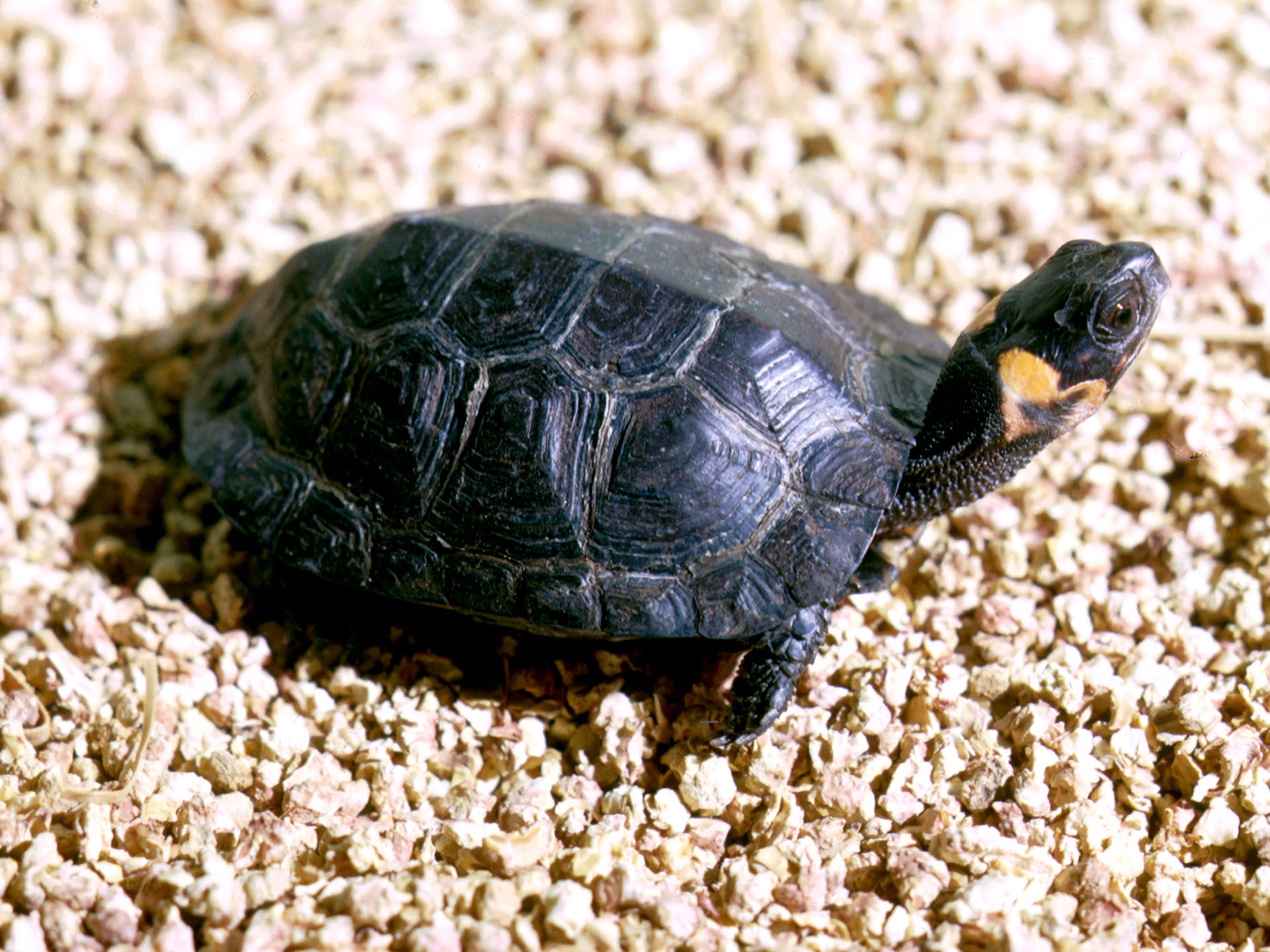
لجأة مستنقعات يافعة تستدفأ تحت أشعة الشمس.

حركة لجأة المستنقعات شديدة البطء، وغالبًا ما تمضي نهارها تستدفأ تحت أشعة الشمس بانتظار فريستها. وتخف حيوية لجآت المستنقعات في الأيام المشمسة، وتنشط عادة بعد هطول الأمطار. وقد رصدت عدّة دراسات مختلفة معدلات مختلفة لحركة لجآت المستنقعات؛ حيث تتفاوت الحركة عند الذكور من 2.1 إلى 23 متر (بين 6.9 إلى 75 قدمًا)، ومن 1.1 إلى 18 مترًا (بين 3.6 إلى 59 قدمًا) عند الإناث. يُعدّ كلا الجنسين قادر على تحديد موقع موطنه الأصلي بحال أطلق سراحه على بعد 0.8 كيلومترات (0.50 ميلاً) من موقع أسرة. تهاجر لجآت المستنقعات مسافات طويلة بحثًا عن موئل جديد بحال أصبح موئلها القديم غير مؤاتٍ لها. تنشط هذه اللجآت خلال الربيع بشكل أكبر من أي موسم آخر، وتميل الذكور لأن تكون أكثر نشاطًا من الإناث خلال هذه الفترة، إذ أنها تهاجر لمسافات أبعد، وتدافع عن حدود حوزها. أظهرت الدراسات أن ذكور لجآت المستنقعات تهاجر بعيدًا عن موئلها بمسافة 87 مترًا (285 قدمًا)، والإناث بمسافة 260 مترًا (850 قدمًا). يتراوح حجم موئل هذه الزواحف في ولاية ماريلاند بين 0.0030 هكتارًا (0.0074 فدانًا) و3.1 هكتار (7.7 فدانات)، ويختلف هذا باختلاف المنطقة والسنة.
لجآت المستنقعات حيوانات برمائية، قادرة على التنقل على البر وفي الماء. تُساعد مسافة ودرجة تنقل اللجآت على اليابسة، تُساعد علماء الزواحف والبرمائيات على فهم سلوك، وبيئويّة، وانسياب مورثات، ودرجة نقاء ونجاح مستوطنات لجآت المستنقعات المختلفة. أغلب تنقلات هذه اللجآت لا تتخطى مسافة 21 مترًا (69 قدمًا)، أما تلك التي تزيد عن 100 متر (330 قدم)، فلا تُشكل سوى 2% من إجمالي التنقلات؛ أما الانتقال لمسافات شاسعة مثل بين المستنقعات المتجاورة، فأمر نادر الحصول.
يُسهّل انتقال لجآت المستنقعات من مستعمرة إلى أخرى ازدياد التنوع المورثي، ولو تمّ الحدّ من هذا التنقل أو إيقافه بأي شكل من الأشكال، فإن هذا النوع سيؤول إلى الانقراض بسبب انهيار التنوع الجيني بين الأفراد، بما أن ذلك يؤدي إلى ولادة صغار تعاني من مشاكل وعيوب خلقية وصحيّة متنوعة، ولا تقوى على مقاومة الأمراض والأوبئة المختلفة الموجودة في بيئتها الطبيعية. لا يزال بعض جوانب حياة الترحال عند لجآت المستنقعات مكتنفًا بالغموض، ومن هذه الجوانب: السبب الذي يحث اللجآت على الانتقال من موئلها إلى موئل آخر، والمسافة التي يُحتمل أن يقطعها كل فرد من الأفراد يوميًا، وخلال شهر، وسنة، وكيف يؤثر الفصل بين المجموعات الصغيرة على التنوع المورثي عند هذا النوع.

### دورة الحياة

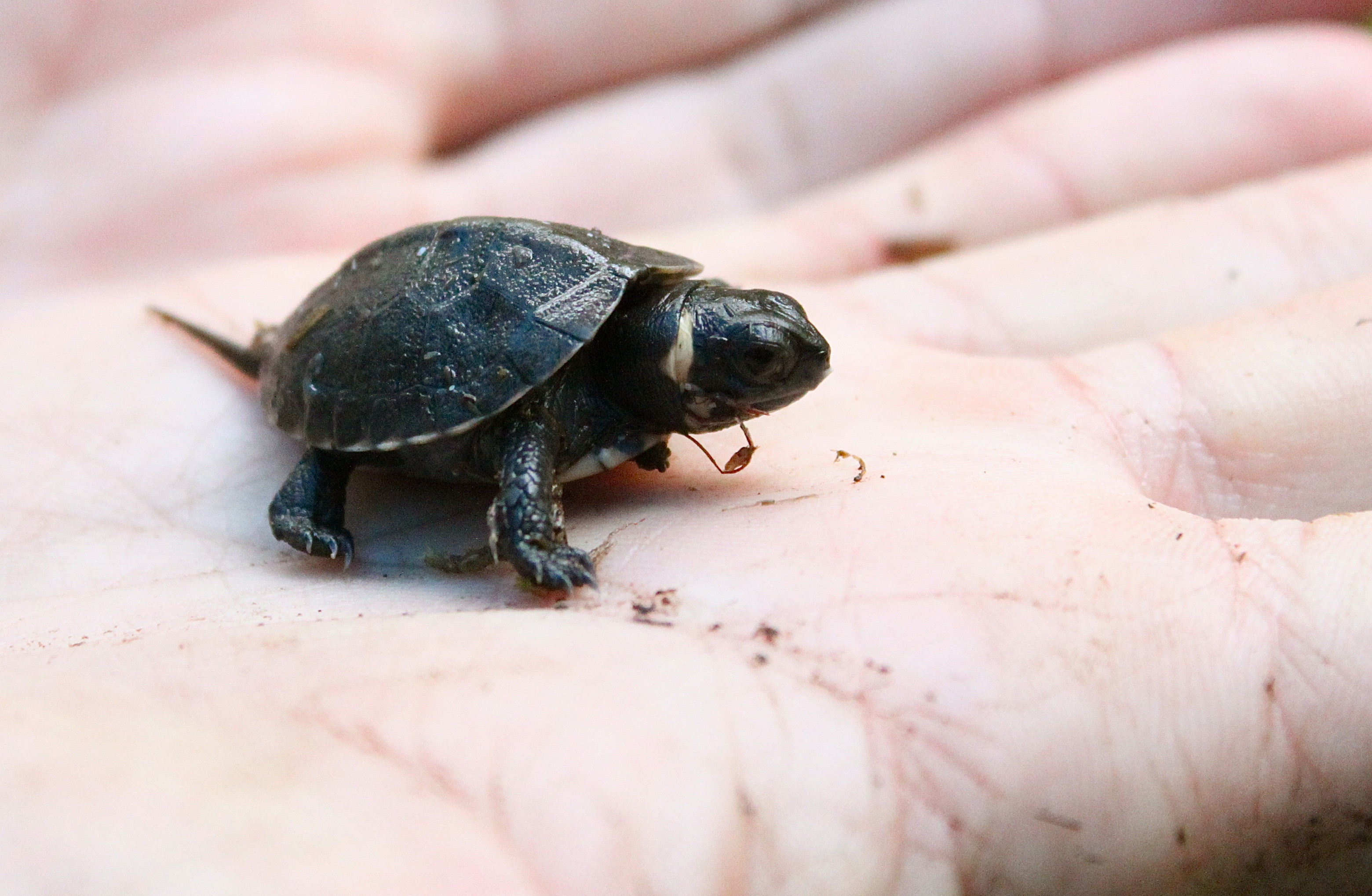
لجأة مستنقعات صغيرة قابعة في راحة كف إنسان.

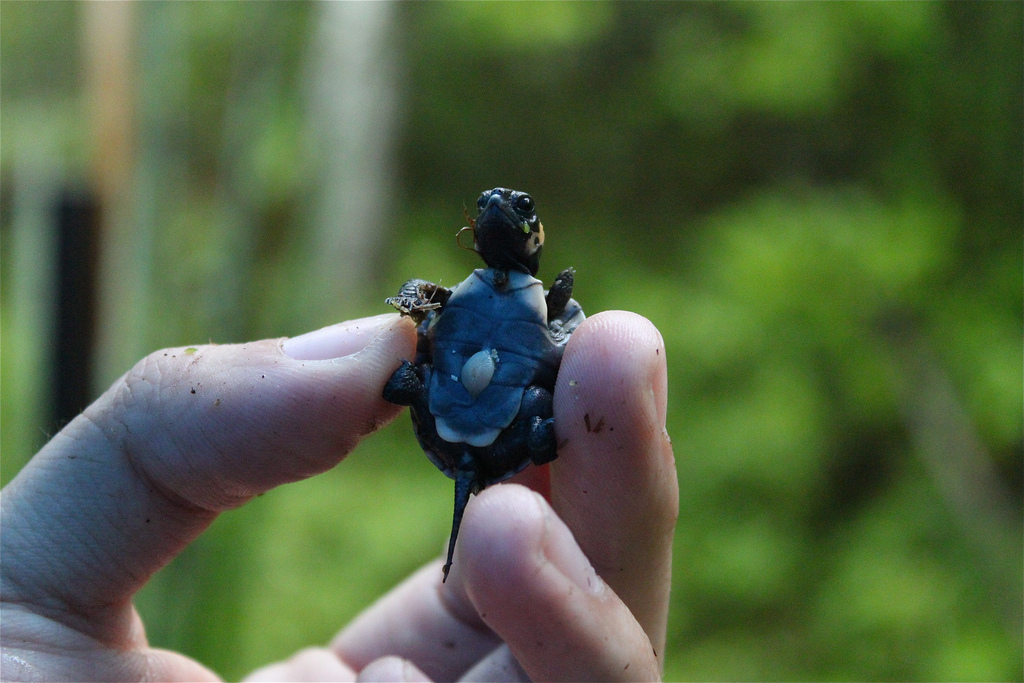
لجأة مستنقعات صغيرة يحملها إنسان بين إصبعيه.

تصل لجآت المستنقعات مرحلة النضج الجنسي عندما يتراوح عمرها بين 8 و11 سنة، وهذا ينطبق على كلا الجنسين، وهي تتزاوج في الربيع بعد خروجها من السبات الشتوي، وتدوم فترة المجامعة عادةً ما بين 5 و20 دقيقة، وغالبًا ما يحصل ذلك خلال فترة العصر، سواء أكان على اليابسة أم في الماء. بعد أن يتعرّف الذكر إلى جنس الأنثى، يقوم بالتودد إليها، فيعضّ رأسها ويوكزه برفق، وقد لوحظ أن الذكور اليافعة غالبًا ما تكون أكثر عدائية أثناء من المجامعة من تلك البالغة، وأن الإناث تحاول في بعض الأحيان تجنّب الاقتراب من أي ذكر شديد العدائية. غير أنه مع تقدّم الأنثى بالسن، تُصبح أكثر تقبلاً للذكور العدائية، بل إنها قد تسعى إليها أحيلنًا وتُبادر إلى دعوتها للجماع. عندما تخضع الأنثى للذكر، تُظهر ذلك عبر سحبها قوائمها الأمامية ورأسها إلى داخل الترس. ينفصل الذكر عن الأنثى ويذهب كل منهما في سبيله بعد انتهاء الجماع والتودد وغيره من الأمور، التي تدوم في مجملها 35 دقيقة. تتزاوج الأنثى الواحدة خلال الموسم مع ذكر أو ذكرين، وقد لا تتزاوج على الإطلاق، أما الذكور فتحاول أن تتزاوج مع أقصى عدد ممكن من الإناث، ويقول الخبراء أن لجآت المستنقعات يُحتمل أن تتهجن بشكل طبيعي مع اللجآت المرقطة خلال موسم التزاوج، على الرغم من عدم إثبات حصول مثل هذا الأمر في البرية بعد.
تبني لجآت المستنقعات أعشاشها خلال الفترة الممتدة بين شهريّ أبريل ويوليو، حيث تقوم الأنثى بحفر أفحوص صغير في منطقة جافّة مشمسة من الأبواغ، وتضع فيها بيضها على كتلة من العشب النامي أو من طحالب الاسفنغون. يتراوح عمق العش عادةً ما بين 3.8 إلى 5.1 سنتيمترات (ما بين 1.5 و2.0 إنش)، وقطره حوالي 5 سنتيمترات (2.0 إنش). تبني لجآت المستنقعات عشها باستخدام قوائمها الخلفية ومخالبها، مثلها في ذلك مثل معظم أنواع اللجآت والسلاحف. توضع الأغلبية الساحقة من بيوض لجآت المستنقعات خلال شهر يونيو، وتضع الأنثى الحامل ما بين بيضة واحدة إلى 6 بيضات في الحضنة (متوسطها 3 بيضات) وحضنة واحدة في السنة. يمكن للأنثى السليمة من هذه الحيوانات أن تضع ما بين 30 و45 بيضة خلال حياتها، لكن كثيرًا من الصغار لا تنجو ولا تبلغ مرحلة النضج الجنسي. تضع الإناث البالغة عددًا أكبر من البيض مما تضعه تلك اليافعة، وبيض لجآت المستنقعات أبيض اللون وبيضاوي الشكل، يصل طوله إلى 3.4 سنتيمترات (1.3 إنشات) وعرضه إلى 1.5 سنتيمترات (0.59 إنشًا). تدوم مدة الحضن ما بين 42 و80 يومًا، وفي المناطق ذات المناخات الأكثر برودةً، تُحضن البيوض طيلة الشتاء وحتى الربيع، وخلال هذه الفترة تكون عرضة لأخطار جمّة، وغالبًا ما تقع عليها ثدييات وطيور مختلفة فتأكلها. بالإضافة إلى ذلك، فإن البيض يكون عرضة للفياضانات والصقيع وغيرها من الكوارث الطبيعية والبشرية. يقول العلماء أنه ما زال من غير المعروف كيف يتحدد جنس هذه الزواحف خلال مرحلة تكوينها.
يصل طول لجآت المستنقعات الصغيرة إلى حوالي 2.5 سنتيمترًا (0.98 إنشًا) عند فقسها، الذي يقع عادةً في أواخر أغسطس أو في سبتمبر. تكون الإناث أصغر حجمًا بقليل من الذكور عند الفقس، وهي تنمو بشكل أبطأ منها أيضًا، لكن كلا الجنسين ينمو بشكل سريع جدًا حتى يصل مرحلة البلوغ. يتضاعف حجم الصغار خلال السنوات الأربع الأولى من حياتها، لكنها لا تصل حجمها الكامل حتى تبلغ ست سنوات من العمر.
تمضي لجآت المستنقعات حياتها في المستنقع حيث فقست بشكل حصري تقريبًا، ويُقدّر أمد حياتها في بيئتها الطبيعية بحوالي 50 سنة على الأرجح، أو أكثر، ويتراوح معدّل حياتها الطبيعي ما بين 20 و30 سنة. تأوي حديقة حيوانات البرونكس عددٌ من لجآت المستنقعات التي يبلغ سنها حوالي 35 عامًا أو أكثر، لتكون بذلك أكبر لجآت المستنقعات المعروفة سنًا، ومن الجدير بالذكر أن حديقة الحيوانات هذه لم تستقدم أية لجآت أخرى من هذا النوع من البرية طيلة 35 سنة، بل كانت جمهرتها هي المزوّد الرئيسي لها من بني جنسها. يمكن تحديد سن أي لجأة مستنقعات عبر إحصاء عدد الحلقات في ترسها مع طرح الحلقة الأولى منها، ذلك لأنها تظهر عندها قبل الولادة.

## حفظ النوع

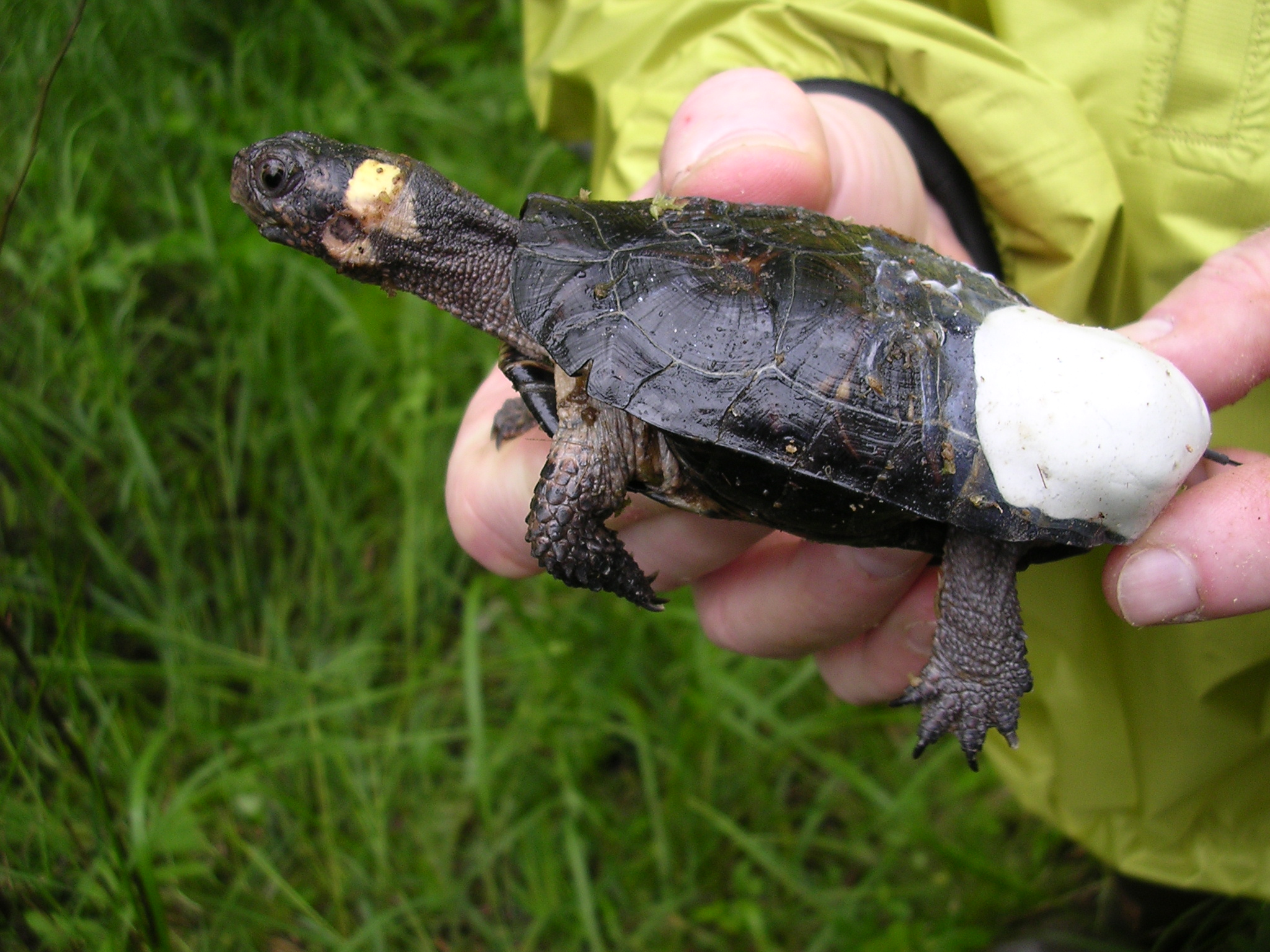
لجأة مستنقعات مولودة في الأسر يتم تزويدها بجهاز بث إشارات لاسلكية، استعدادًا لإطلاق سراحها في البرية.

لجآت المستنقعات حيوانات محمية في الولايات المتحدة بموجب قانون حماية الأنواع المهددة الفيدرالي، وقد صُنّفت على أنها «مهددة» في كل من كونيتيكت وديلاوير وميريلاند وماساتشوستس ونيو جيرسي ونيويورك وپنسلڤانيا، منذ 4 نوفمبر سنة 1997. وبسبب «التشابه في الشكل الخارجي» مع أفراد الجمهرة الشمالية، فقد صُنّفت الجمهرة الجنوبية على أنها مهددة أيضًا في كل من جورجيا وكارولينا الشمالية وكارولينا الجنوبية وتينيسي وڤرجينيا. بالإضافة إلى التصنيف الحكومي لهذه الحيوانات، الذي يضعها في خانة الأنواع المهددة بالانقراض، فإن لها تصنيفًا محليًا في الولايات الجنوبية يضعها ضمن قائمة الأنواع المهددة بدرجة وسطى. أدّى التغيير المستمر لموئل لجآت المستنقعات إلى اختفاء حوالي 80% من المستعمرات التي كانت موجودة منذ 30 سنة فقط. وبسبب ندرة هذه الزواحف فإنها عرضة لخطر تجارة الحيوانات المنزلية، وعلى الرغم من التشريعات التي تحظر تجميع هذه اللجآت أو المقايضة بها أو تصديرها، فإنها لا تزال تُشكّل هدفًا رئيسيًا عند الصيادين غير القانونيين. أضف إلى ذلك، فإن زحمة السير وحركة المرور قد أدّت، وما تزال، إلى انخفاض أعداد اللجآت بشكل ملحوظ. يقول المعنيين في مصلحة الأسماك والحياة البرية الأمريكية، أن لتلك الأخيرة برامجًا وخططًا خاصة تهدف إلى إنقاذ وإكثار الجمهرة الشمالية. صُنّفت لجأة المستنقعات على أنها من ضمن الأنواع المهددة بدرجة قصوى في القائمة الحمراء للأنواع المهددة بالانقراض في عام 2011.
يُشكل غزو النباتات الأجنبية لموئل لجآت المستنقعات تهديدًا خطيرًا آخر لها، وعلى الرغم من أن هناك أنواع عديدة من النباتات المجتاحة، فإن ما يؤثر بشكل سلبي على هذه الحيوانات بشكل أكبر من غيره، هي 3 أنواع: ذيل القط الأرجواني، الڤالاريس القصبي، والقيصوب، التي تنمو حتى تصبح شديدة الطول والكثافة، ويُعتقد بأنها تعيق حركة اللجآت. كذلك فإن هذه الأنواع الغازية تنافس أنواع النباتات البلدية المقيمة في موطن اللجآت وتتفوق عليها في أغلب الأحيان وتستبدلها، الأمر الذي يقلل من كمية الغذاء والغطاء الطبيعي الحامي لتلك الزواحف. أيضًا يؤدي إنشاء المزيد من الأحياء السكنية والتجمعات البشرية إلى إعاقة حركة انتقال اللجآت من مستنقع إلى آخر، مما يحول دون نشوء مستعمرات جديدة لها. أضف إلى ذلك، فإن مبيدات الآفات وجريان المياه السطحية والنفايات الصناعية، كلّها تضرّ بموئل لجآت المستنقعات ومخزون غذائها. يقول المختصون أن لجأة المستنقعات صُنّفت على أنها نوعًا مهددًا بالانقراض لحماية الجمهرة الشمالية منها، التي تراجعت أعدادها بشكل فظيع في شمال شرق الولايات المتحدة.

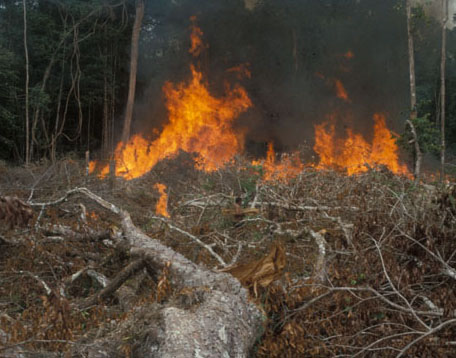
حريق موجه يهدف إلى خلق موئل طبيعي سليم للجآت المستنقعات.

تعتمد إعادة ربط مستعمرات لجآت المستنقعات ببعضها البعض اليوم، على المبادرات الفردية. تتطلب دراسة ومراقبة الجمهرات مسح دقيق للأراضي الممتدة على مسافات شاسعة، بالإضافة لاستخدام تقنية الاستشعار عن بعد، لتحديد ما إذا كانت الأراضي الرطبة مناسبة أو مؤهلة لإيواء مستعمرة من اللجآت، الأمر الذي يسمح بإجراء مقارنة بين المناطق التي تعشش فيها هذه الحيوانات بنجاح، وتلك التي يُمكن إطلاق بعض الأفراد فيها مستقبلاً. أُُطلقت عدّة حملات فردية لمساعدة مستعمرات اللجآت الموجودة على الارتباط ببعضها مجددًا، وذلك عن طريق مقاومة زحف الأشجار والشجيرات الكثيفة في الدروب الفاصلة بين مستعمرة وأخرى، وعبر الحيلولة دون إنشاء المزيد من الأحياء السكنية والطرقات السريعة وغيرها من المنشآت البشرية. تشمل الأساليب المستخدمة في إعادة إنشاء الموائل الطبيعية للجآت المستنقعات: الحرائق الموجهة في سبيل الحد من نمو الأشجار والشجيرات الأمر الذي يعيد الموئل إلى سابق عهده؛ تشجيع المواشي من شاكلة البقر والمعز على الرعي في المناطق المستهدفة، مما يخلق فجوات مائية وطينيّة جديدة؛ وتشجيع القنادس على سكن هذه الموائل، حيث أنها تُنشأ سدودًا في، وحول المناطق الرطبة، مما يخلق مواضع سكن جديدة للجآت. يُعتبر الإكثار في الأسر أحد أهم الأساليب المتبعة لزيادة عدد هذه الحيوانات. تنطوي أساليب الإكثار على تزويج اللجآت في بيئات اصطناعية داخلية، حيث تُغذّى بطريقة صحية ملائمة وتختلط مع بعضها البعض بين الحين والآخر. كان العلمان فريد ڤوستولز وريتشارد جـ. هولوب، أوّل من استطاع تزويج لجآت المستنقعات في الأسر، وذلك خلال عقديّ الستينيات والسبعينيات من القرن العشرين، وقاما خلال سنوات عديدة بإعادة إطلاق عدّة أفراد إلى البرية. سمحت الحكومة الأمريكية لحفنة من الجمعيّات والمنظمات بإكثار لجآت المستنقعات في الأسر، ومن أبرز هذه الجمعيات جمعية حدائق الحيوان والأحواض.
تعتبر دراسة لجآت المستنقعات في البرية ضرورية جدًا لتعميق فهم العلماء لهذه الحيوانات وموائلها الطبيعية في سبيل ابتكار إستراتيجية فعّآلة للحفاظ عليها وحمايتها من الانقراض. استخدم أسلوب القياس عن بعد لتعقّب حركة اللجآت في موطنها، كما يقوم العلماء على الدوام بتجميع عينات من دم وبراز أفراد برية لتحديد ما إذا كانت مصابة بمرض ما وكيف يمكن معالجته.